# 罗夫莱迪略德加塔
罗夫莱迪略德加塔，是西班牙埃斯特雷马杜拉卡塞雷斯省的一个市镇。总面积31平方公里，总人口144人（2001年），人口密度5人/平方公里。